# Cambarus hiwasseensis
Cambarus hiwasseensis là một loài tôm càng sông trong gia đình Cambaridae. Chúng thường được tìm thấy ở Bắc Mỹ.